# Ponta da Ilha - Ilha do Pico
Ponta da Ilha - Ilha do Pico este o arie protejată (arie de protecție specială avifaunistică — SPA) din Portugalia întinsă pe o suprafață de 293,8 ha, integral pe uscat.

## Localizare
Centrul sitului Ponta da Ilha - Ilha do Pico este situat la coordonatele 38°25′00″N 28°02′00″W / 38.4167°N 28.0333°V.

## Înființare
Situl Ponta da Ilha - Ilha do Pico a fost declarat arie de protecție specială avifaunistică în martie 1990 pentru a proteja 6 specii de plante și 11 specii de animale.

## Biodiversitate
Situată în ecoregiunea , aria protejată conține 5 habitate naturale: Vegetație anuală la limita mareei, Vegetație perenă pe țărmurile stâncoase, Faleze cu floră endemică de pe coastele macaroneziene, Pajiști macaroneziene cu vegetație endemică, Câmpuri de lavă și excavații naturale.
La baza desemnării sitului se află mai multe specii protejate:
- plante (6): Azorina vidalii, Erica scoparia subsp. azorica, Lotus azoricus, Myosotis maritima, Picconia azorica, Spergularia azorica
- păsări (11): stârc cenușiu (Ardea cinerea), pietruș (Arenaria interpres), Calidris alba, Calonectris diomedea, prundăraș de sărătură (Charadrius alexandrinus), Columba palumbus azorica, Larus marinus, pescăruș râzător (Larus ridibundus), Numenius phaeopus, Sterna dougallii, chiră de baltă (Sterna hirundo)

Pe lângă speciile protejate, pe teritoriul sitului au mai fost identificate 9 specii de plante, 14 specii de păsări, 1 specie de mamifere.